# Çanakkale Dardanelspor Spor Kulübü
Il Çanakkale Dardanelspor Spor Kulübü è una squadra di calcio turca che ha giocato nella massima serie turca per 3 anni.
Il club è nato nel 1966 e gioca nella terza serie turca.

## Palmarès

### Competizioni nazionali
- TFF 3. Lig: 2

1985-1986, 1992-1993

### Altri piazzamenti
- TFF 2. Lig:

Vittoria play-off: 2008-2009